# Hans-Gert Niederstein
Hans-Gert Niederstein (* 24. April 1928 in Oberhausen; † 12. November 1985) war ein Lehrer und Meister der Selbstverteidigung Jiu Jitsu und des Kampfsportes Judo. Außerdem war er Präsident der Korporation Internationaler Danträger (KID) und des Deutschen Jiu Jitsu Bundes (DJJB). Der im Alter von 57 Jahren verstorbene Niederstein (Ehrentitel Hanshi, 10. Dan Jiu Jitsu, 2. Dan Judo) wies – als hochgraduierter Meister und Präsident beider Verbände – seinen Schülern den technisch-stilistischen und geistigen Weg und lebte diesen seinen Schülern vor. Er verstand es, sich körperlich und geistig zu vermitteln, und gab seinen Schülern weiter, was ihm zum zweiten Ich geworden war.

## Kampfsportliche Laufbahn
1948 begann Hans-Gert Niederstein mit dem Training im Jiu Jitsu und Boxen in Oberhausen unter Wilhelm Brinkmann, der im Zweiten Weltkrieg Nahkampfausbilder war. 1952 dann die Teilnahme Niedersteins am Jiu Jitsu Diensttraining der Sterkrader Nachkriegspolizei in Oberhausen unter Willi Schmitz, einem Oberhausener Polizisten und ehemaligen Schwergewichts-Boxer. Im Judoclub Hamborn 07 (Duisburg) begann Hans-Gert Niederstein 1953 mit dem Judotraining unter Walter Schombert (4. Dan Judo), dreifacher Deutscher Meister im Schwergewicht (1955, 1956, 1957) und Bronzemedaillen-Gewinner der Europa-Mannschaftsmeisterschaften 1951. Zusätzlich zum Training in Duisburg, besuchte Niederstein Lehrgänge beim DJB-Bundestrainer Tokio Hirano. 1955 gründete Hans-Gert Niederstein eine Sportabteilung im TUS 1887 Oberhausen-Alstaden. Dabei wurde er von seinem Judo-Trainer Walter Schombert unterstützt. 1960 zog er aus beruflichen Gründen nach Mülheim an der Ruhr und gründete im gleichen Jahr den Judo- und Jiu-Jitsu-Verein Bushido Mülheim. Im Jahre 1972 gründete Hans-Gert Niederstein die KID, als Kommunikationsforum für Danträger, und drei Jahre später, 1975, den DJJB, als Verband für die Vereine der Danträger der KID. Testamentarisch bestimmte Hans-Gert Niederstein – nach seinem Tod 1985 – seinen langjährigen Trainingspartner Dieter Lösgen zu seinem Nachfolger und Präsidenten der Korporation Internationaler Danträger und des Deutschen Jiu Jitsu Bundes.

## Graduierungen
Hans-Gert Niederstein legte 1960 – nach sieben Jahren Judotraining – den ersten Dan im Judo an der Sporthochschule Köln mit bester Note für den Teil „Selbstverteidigung“, bei Kokichi Nagaoka, dem Bundestrainer Judo des Deutschen Judo Bundes (DJB), ab. Seinen 2. Dan im Judo erhielt er 1962 von Johan van der Brüggen (damals 6. Dan Judo) in den Haag (Niederlande), einem Schüler von Ichiro Abe aus Frankreich. Vor der gleichen Kommission legte er die Prüfung zum ersten Dan im Jiu Jitsu ab und erhielt diesen von Heinz Günter. 1964 bestand Hans-Gert Niederstein dann die Prüfung zum 2. Dan Jiu Jitsu bei dem Österreicher Wolfgang Somitsch (5. Dan Jiu Jitsu). Den 3. Dan bestand er mit Auszeichnung vor einer zehnköpfigen Prüfungs-Kommission in Frankfurt unter der Leitung von Heinz Günter. Wegen der zuvor mit Auszeichnung bestandenen Prüfung durfte Niederstein nach nur zwei Jahren Wartezeit – anstatt von regulär vieren – zur Prüfung zum 4. Dan Jiu Jitsu antreten und legte diese erfolgreich vor der gleichen Prüfungskommission ab. Den 5. und 6. Dan bestand er bei Erich Rahn in Berlin. Der 7., 8. und 9. Dan im Jiu Jitsu wurden in den nächsten Jahren ehrenhalber durch Dai-Sensei (jap. „großer Meister“) Robert Tobler (* 1902; † 26. Mai 1983; 10. Dan Jiu Jitsu) an Hans-Gert Niederstein verliehen. 1982 verlieh Robert Tobler – kurz vor seinem Lebensende – Hans-Gert Niederstein den Ehrentitel Hanshi und den 10. Dan Jiu Jitsu, die höchste Meisterstufe im Jiu Jitsu. Diese höchste Graduierung war verbunden mit der Bitte Toblers an Niederstein, dass er die Kampfkunst Jiu Jitsu weiter lehren und international verbreiten solle, wenn Robert Tobler sterben würde.

## Publikation
Unter dem Titel Selbstverteidigung für Frauen: erfolgreiche Abwehr durch einfache Praktiken hat Hans-Gert Niederstein ein Buch zum Thema Frauenselbstverteidigung verfasst. Dieses mit vielen Illustrationen untermalte Buch erschien ein Jahr nach dem Tod Niedersteins, im Jahre 1986, im Econ-Taschenbuch-Verlag. Zu beachten ist, dass der Vorname fälschlicherweise mit „d“ statt mit „t“ geschrieben worden ist.